# 小判

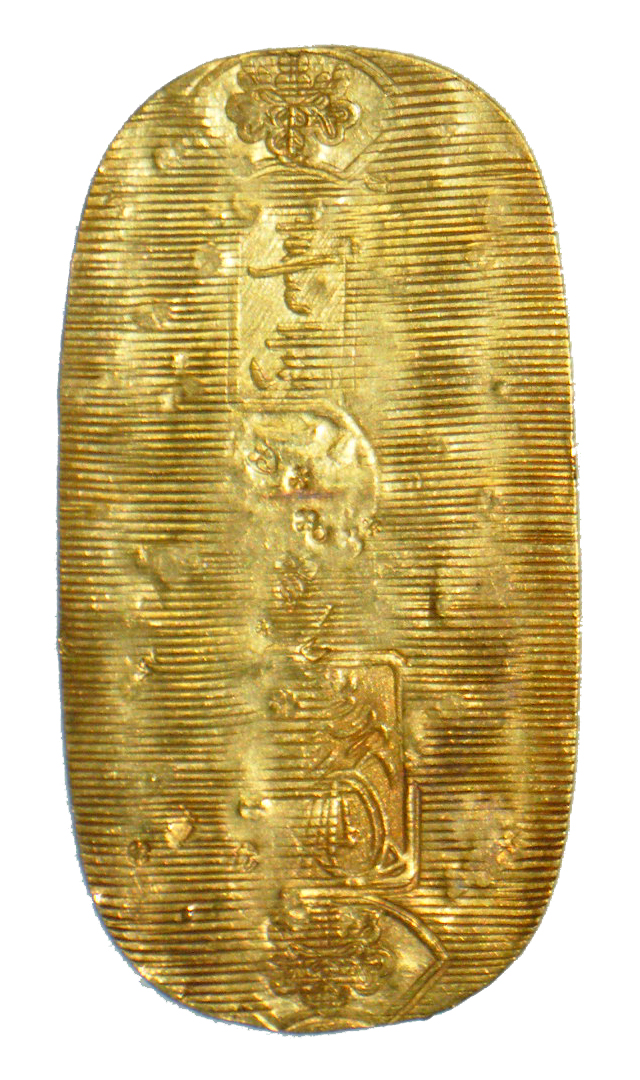
慶長小判

小判（／ koban），是日本江户时代的金幣。金座，江戶時代的鑑鑄公設單位和『三貨図彙』一書以「小判」明記、和「大日本貨幣史」等古銭書以小判金（こばんきん）一名收錄、貨幣收集界中以小判金稱之。數量有一定限制。採用純金製成。